# Cratolabus insulindicus
Cratolabus insulindicus là một loài tò vò trong họ Ichneumonidae.